# Valle del Limentra
Con il nome Valle del Limentra, Val di Limentra o Vallimentra vengono indicate due distinte vallate dell'Appennino tosco-emiliano poste a cavallo tra le province di Pistoia, Prato e la città metropolitana di Bologna formate entrambe dai torrenti Limentra.
Una è formata dal Limentra Orientale o Limentra inferiore o Limentra di Treppio e dal Limentrella o Limentrino, l'altra è Limentra di Sambuca od Occidentale o Limentra superiore. Essi nascono sull'Appennino pistoiese dal monte La Croce nel comune di Sambuca Pistoiese per poi attraversare l'Appennino bolognese facendo da confine naturale fra i comuni di Castel di Casio e Camugnano, divenendo affluente del fiume Reno nel territorio del comune di Grizzana Morandi.
In località Suviana di Castel di Casio nel 1933 è stata costruita una diga che forma il lago di Suviana, avente capacità 43.850.000 m³ d'acqua, uno dei bacini più rilevanti dell'Appennino sia per capacità, sia per potenza della centrale idroelettrica connessa.